# Шлессер, Жо
Жозе́ф Шлессе́р (фр. Jo Schlesser, 18 мая 1928 года, Лювиль, Франция — 7 августа 1968 года, Руан, Франция) — французский автогонщик, участник чемпионатов мира по автогонкам в классе Формула-1. Дядя раллийного пилота Жана-Луи Шлессера.

## Биография
Жо Шлессер принимал участие в трёх Гран-при Формулы-1. В 1966 и 1967 годах на трассе Нюрбургринг он дважды пилотировал автомобили Matra-Cosworth класса Формула 2. В 1966 году он финишировал десятым в общей классификации и третьим в зачёте машин Ф2, в 1967-м сошёл из-за проблем со сцеплением.
Жо Шлессер также участвовал в чемпионате NASCAR, заняв 13 место в гонке Daytona 500.
В 1968 году Шлессер был приглашён управлять своим новым шасси RA302 команда Honda. На этой машине Honda впервые применила воздушную систему охлаждения двигателя. Само шасси было изготовлено из алюминия с применением магниевого сплава. Протестировавший этот автомобиль основной гонщик команды Джон Сёртис отказался его пилотировать по соображениям безопасности.
Перед Гран-при Франции на трассе в Руане представители команды просили Шлессера не спешить и не перегреть двигатель. Однако уже на третьем круге гонки машина в правом повороте соскользнула с трассы и врезалась в ограждение, в результате чего автомобиль загорелся, а Шлессер погиб.
В память о Шлессере его друг, автогонщик и владелец команды «Формулы-1» Ги Лижье, называл все модели своих машин инициалами JS.

## Результаты в чемпионате мира среди гонщиков
| Легенда к таблице |                                                                    |
| --- | ------------------------------------------------------------------ |
| В таблице перечислены результаты всех Гран-при Формулы-1, в которых принимал участие гонщик. Строками таблицы являются сезоны, столбцами — этапы чемпионата мира. В каждой клетке указаны сокращённое название этапа и результат, дополнительно обозначенный цветом. Расшифровка обозначений и цветов представлена в нижеследующей таблице. |                                                                    |
| \| Пример \| Описание \| \| ------------ \| ------------------------------------------------------------------ \| \| 1 \| Победитель \| \| 2 \| Второе место \| \| 3 \| Третье место \| \| 5 \| Финишировал, заработав очки \| \| Сход \| Не финишировал, но при этом заработал очки \| \| 12 \| Финишировал, не получив очков \| \| НКЛ \| Финишировал, но не попал в финальную классификацию \| \| 15 \| Участвовал вне зачёта, либо по отдельной классификации \| \| 18 \| Не финишировал, но попал в финальную классификацию \| \| Сход \| Не финишировал \| \| НКВ \| Не прошёл квалификацию \| \| НПКВ \| Не прошёл предквалификацию \| \| ДСК \| Дисквалифицирован \| \| ИСК \| Исключён из протокола соревнований \| \| ТТ \| Заявлен для участия только в тренировках \| \| НС \| Участвовал в квалификации, но не стартовал в гонке \| \| Т \| Травмирован или болен \| \| ОТК \| Отказ от участия \| \| НТР \| Прибыл на соревнования, но на трассу не выезжал \| \| НПР \| Был заявлен в числе участников, но не прибыл к началу соревнований \| \| О \| Соревнования отменены \| \| \| Не участвовал \| \| Поул-позиция \| \| \| Быстрый круг \| \| |                                                                    |
| Пример | Описание                                                           |
| 1 | Победитель                                                         |
| 2 | Второе место                                                       |
| 3 | Третье место                                                       |
| 5 | Финишировал, заработав очки                                        |
| Сход | Не финишировал, но при этом заработал очки                         |
| 12 | Финишировал, не получив очков                                      |
| НКЛ | Финишировал, но не попал в финальную классификацию                 |
| 15 | Участвовал вне зачёта, либо по отдельной классификации             |
| 18 | Не финишировал, но попал в финальную классификацию                 |
| Сход | Не финишировал                                                     |
| НКВ | Не прошёл квалификацию                                             |
| НПКВ | Не прошёл предквалификацию                                         |
| ДСК | Дисквалифицирован                                                  |
| ИСК | Исключён из протокола соревнований                                 |
| ТТ | Заявлен для участия только в тренировках                           |
| НС | Участвовал в квалификации, но не стартовал в гонке                 |
| Т | Травмирован или болен                                              |
| ОТК | Отказ от участия                                                   |
| НТР | Прибыл на соревнования, но на трассу не выезжал                    |
| НПР | Был заявлен в числе участников, но не прибыл к началу соревнований |
| О | Соревнования отменены                                              |
| | Не участвовал                                                      |
| Поул-позиция |                                                                    |
| Быстрый круг |                                                                    |

| Сезон | Команда            | Шасси          | Двигатель     | Ш   | 1   | 2   | 3   | 4   | 5        | 6        | 7   | 8   | 9   | 10  | 11  | Место | Очки |
| ----- | ------------------ | -------------- | ------------- | --- | --- | --- | --- | --- | -------- | -------- | --- | --- | --- | --- | --- | ----- | ---- |
| 1966  | Matra Sports       | Matra MS5 (Ф2) | Ford Cosworth | МОН | БЕЛ | ФРА | ВЕЛ | НИД | ГЕР 10   | ИТА      | США | МЕК |     |     |     | —     | 0    |
| 1967  | Ecurie Ford-France | Matra MS5 (Ф2) | Ford Cosworth | ЮАР | МОН | НИД | БЕЛ | ФРА | ВЕЛ      | ГЕР Сход | КАН | ИТА | США | МЕК |     | —     | 0    |
| 1968  | Honda              | Honda RA302    | Honda         | ЮАР | ИСП | МОН | БЕЛ | НИД | ФРА Сход | ВЕЛ      | ГЕР | ИТА | КАН | США | МЕК | —     | 0    |